# Edmund Janusz
Edmund Janusz (ur. 11 listopada 1928 w Jabłonicy, zm. 9 listopada 2009) – polski oficer Milicji Obywatelskiej.

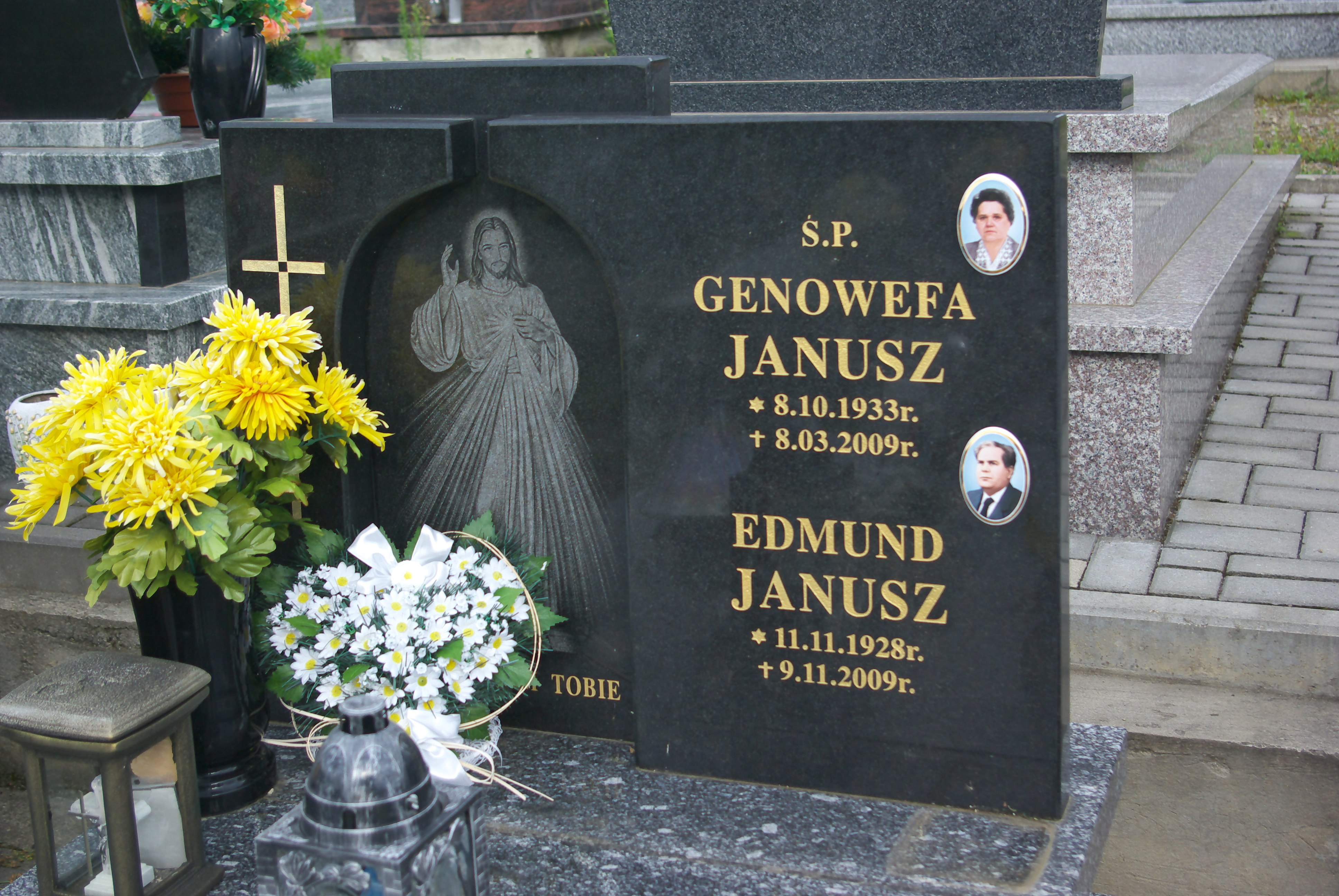
Nagrobek Edmunda Janusza

## Życiorys
Urodził się w 1928 jako syn Marii i Jana, przedwojennego komunisty, członka AL i PPR. W 1945 wstąpił do Związku Walki Młodych, od 1947 do PPR i ORMO. Od 1948 służył w Powiatowym Urzędzie Bezpieczeństwa Publicznego w Sanoku, funkcjonującym w budynku przy ul. Henryka Sienkiewicza 5, gdzie kolejno sprawował stanowiska: wartownika w ochronie od 10 października 1948, młodszego referenta w Referacie IV od 1 lutego 1950, referenta w Referacie IV od 1 kwietnia 1951, referenta na gminę Zarszyn 1 maja 1952, referenta na gminę Szczawno-Komańcza od 1 sierpnia 1954. W 1951 odbył XIV kurs przy Wojewódzkim UBP w Rzeszowie. Na przełomie lat 40. i 50. brał udział także w akcjach likwidacyjnych działających jeszcze członków podziemia niepodległościowego (np. pod nazwą Polska Armia Wyzwoleńcza). W przemianowanym Powiatowym Urzędzie do spraw Bezpieczeństwa Publicznego w Sanoku był referentem terenowym od 1 kwietnia 1955 oraz w stopniu kapitana oficerem operacyjnym od 1 kwietnia do 31 grudnia 1956. Od 31 grudnia 1956 służył w MO. Ukończył dwuletnią szkołę oficerską, po czym służył w komisariacie kolejowym w Zagórzu. Od 1964 pracował w referacie kryminalnym Komendy Miejskiej MO w Sanoku, gdzie sprawował stanowisko inspektora do spraw przestępstw kryminalnych.
Jako emeryt w 1982 został wybrany do Kolegium Karno-Administracyjnego w Sanoku.
Zmarł 9 listopada 2009. Został pochowany na Cmentarzu Południowym w Sanoku.

## Odznaczenia
- Krzyż Kawalerski Orderu Odrodzenia Polski
- Medal 30-lecia Polski Ludowej
- Medal Zwycięstwa i Wolności 1945
- Odznaka Grunwaldzka
- Odznaka „10 lat w Służbie Narodu”
- Odznaka „30 lat w Służbie Narodu”
- „Jubileuszowy Adres” (1984)[2]